# Dirt (album de Kids in Glass Houses)
Pour les articles homonymes, voir Dirt.
 (juin 2020).
Si vous disposez d'ouvrages ou d'articles de référence ou si vous connaissez des sites web de qualité traitant du thème abordé ici, merci de compléter l'article en donnant les références utiles à sa vérifiabilité et en les liant à la section « Notes et références ».
Albums de Kids In Glass Houses
Smart Casual
(2007)
Singles
Dirt est le deuxième album studio de Kids In Glass Houses, enregistré au cours de l'année 2009 au Sonic Boom Studios Ranch au Texas avec Jason Perry. Il est sorti le 29 mars 2010.

## Description
Le premier single extrait de l'album est Young Blood (Let It Out). Il est sorti dans les bacs le 5 octobre 2009.
Le deuxième single extrait de cet album est Matters At All. Il est sorti dans les bacs le 31 janvier 2010.
Le titre Hunt The Haunted est sorti en téléchargement gratuit le 8 janvier 2010.
Le 19 mars, l'album a été disponible sur leur Myspace pour l'écouter.

## Liste des titres
Toutes les paroles sont écrites par Aled Phillips, sauf indication contraire, la musique est composée par Kids in Glass Houses.
1. Artbreaker I - 2:32
2. The Best Is Yet To Come - 3:39
3. Sunshine - 3:43
4. Matters At All - 3:50
5. Youngblood (Let It Out) - 3:33
6. Lilli Rose - 3:28
7. Giving Up - 4:33
8. For Better Or Hearse - 3:11
9. Undercover Lover (featuring Frankie Sandford de The Saturdays) - 4:29
10. Maybe Tomorrow (featuring New Found Glory) - 3:08
11. The Morning Afterlife - 5:47
12. Hunt The Haunted - 3:45
13. Artbreaker II - 2:42

## Bonus
1. Believer - 3:01
2. Reputation - 3:14
3. When The World Comes Down - 3:04

## Bonus  (version japonaise)
1. Historia - 2:55

## Membres
- Aled Phillips - Chant
- Joel Fisher - Guitare rythmique
- Iain Mahanty - Guitare, chœurs
- Andrew Shay - Basse
- Phil Jenkins - Batterie, instrument à percussion
- Frankie Sandford de The Saturdays - Chant sur Undercover Lover
- New Found Glory - Chant sur Maybe Tomorrow